# Federação Gaúcha de Futebol Americano
A Federação Gaúcha de Futebol Americano é a entidade máxima de futebol americano no Rio Grande do Sul. Esta instituição esportiva de caráter amador e nível estadual, fundada em outubro de 2014, é responsável pela organização e realização de competições esportivas da modalidade, tais como o Campeonato Gaúcho e a Copa RS.

## História
A primeira competição realizada sob a chancela da FGFA foi o Campeonato Gaúcho de 2015. Seria a sétima edição do torneio, disputado ininterruptamente desde 2010 (com sua primeira edição realizada em 2008), a quarta na modalidade Full Pads e a recordista de participantes até então (sete), superando a edição de 2010, que contava com seis equipes ainda na era sem equipamentos. As edições anteriores contaram com a participação de poucas equipes (2011, 2013 e 2014 contaram com apenas 3 equipes e no ano 2012 apenas 2 times jogaram).
Já no ano de 2016 foi criada a Copa RS. Competição que surgiu para preencher o segundo semestre das equipes que não disputam nenhuma competição nacional ou regional. Além de manter as equipes em atividade, a competição foi importante para dar ritmo para atletas mais jovens, já que oportunizava a entrada do time B de equipes mais experientes.
Com a organização das competições passando para a FGFA, as mulheres ganharam seu espaço na modadalide. Já a partir da Copa RS de 2017, elas disputaram pela primeira vez uma competição oficial do Flag Football. Três equipes participaram da edição inaugural: Santa Cruz Chacais, Gravataí Spartans e Santa Maria Soldiers (que ficou com o título). Em 2018, houve também a edição inaugural do Campeonato Gaúcho de Flag Football Feminino, com a participação de quatro equipes e o título ficando também com a equipe do Santa Maria Soldiers.
Competições Organizadas pela Federação Gaúcha de Futebol Americano
| Competição                         | Edição Inaugural                            | Status                        | Modalidade |
| ---------------------------------- | ------------------------------------------- | ----------------------------- | ---------- |
| Gaúcho Bowl                        | 2008 (Organizada pela FGF a partir de 2015) | Ativa                         | Masculino  |
| Campeonato Gaúcho Full Pads        | 2012 (Organizada pela FGF a partir de 2015) | Ativa                         | Masculino  |
| Campeonato Gaúcho No Pads          | 2008                                        | Inativa Última Edição em 2011 | Masculino  |
| Copa RS Full Pads                  | 2016                                        | Ativa                         | Masculino  |
| Campeonato Gaúcho de Flag Football | 2022                                        | Ativa                         | Masculino  |
| Copa RS de Flag Football           | 2017                                        | Inativa Última Edição em 2017 | Masculino  |
| Campeonato Gaúcho de Flag Football | 2018                                        | Ativa                         | Feminino   |
| Copa RS de Flag Football           | 2017                                        | Ativa                         | Feminino   |
| Campeonato Gaúcho de E-Sports      | 2020                                        | Inativa Última Edição em 2020 | E-Sports   |